# Ba Tô
Ba Tô là một xã thuộc huyện Ba Tơ, tỉnh Quảng Ngãi, Việt Nam.
Xã Ba Tô có diện tích 58,78 km², dân số năm 1999 là 5063 người, mật độ dân số đạt 86 người/km².